# Wiesław Gębala
Wiesław Gębala (ur. 14 września 1950 w Bielsku) – polski biegacz narciarski, trener, olimpijczyk z Innsbrucku 1976.
Jeden z czołowych polskich narciarzy lat 70. XX wieku. Mistrz Polski w biegu na 30 km w roku 1976 i w biegu na 50 km w latach 1974, 1976-1978. Wicemistrz Polski w biegu na
- 15 km w latach 1975-1976, 1979,
- 30 km w latach 1977-1979,
- sztafeta 4 x 10 km w roku 1974.

Dwukrotny zwycięzca Memoriału B.Czecha i H. Marusarzówny w sztafecie 3 x 10 km w latach 1969-1970.
Na igrzyskach olimpijskich w roku 1976 w Innsbrucku w biegach indywidualnych zajął 22. miejsce w biegu na 15 km, 20. miejsce w biegu na 30 km, biegu na 50 km nie ukończył, a w sztafecie 4 × 10 km (partnerami byli: Jan Staszel, Jan Dragon, Władysław Podgórski) zajął 13. miejsce.
Mąż olimpijki Anny Gębali i ojciec Katarzyny, olimpijki z Nagano 1998.